# De rullende byer (bog)
De rullende byer er en roman fra 2001, skrevet af Philip Reeve. Bogen er første del af serien De rullende byer.
Bogen blev filmatiseret i 2018, Mortal Engines af Universal Pictures og med instruktion af Christian Rivers.

## Handling
London har længe gemt sig for de større, hurtigere og mere sultne rullende byer. Men nu er det tid til at komme ud i lyset igen og finde nye, svagere byer at jage og fortære.
Under en hektisk jagt på en mindre by bliver Tom Natsworthy kastet ned fra Londons gigantiske stålkonstruktion. Sammen med Hester Shaw – en pige med et morderisk temperament og ar på både krop og sjæl – må han nu kæmpe for at komme tilbage til byen. Det bliver en skæbnesvanger rejse, og Tom erfarer snart, at det ikke er helt ligetil at skelne ven fra fjende …